# Konstancja Bednarzewska
Konstancja Bednarzewska z Raykowskich (ur. 10 kwietnia 1866 w Warszawie, zm. 11 stycznia 1940 w Krakowie) – polska aktorka teatralna i filmowa.

## Życiorys
Była córką Piotra Raykowskiego i Magdaleny z Pawłowskich. Debiutowała rolą Heleny w przedstawieniu Pan Jowialski w zespole K. Kamińskiego w Petersburgu 27 września 1892. Jeszcze przed debiutem poślubiła Seweryna Bednarzewskiego, lecz małżeństwo bardzo szybko się rozpadło. W sezonach 1893/1894 pracowała w Teatrze Miejskim w Krakowie. Następnie przeniosła się do Lwowa, gdzie pozostała do roku 1906.
Na początku XX wieku była związana z dyrektorem teatralnym Tadeuszem Pawlikowskim, z którym miała uciec ze Lwowa. W 1909 informowano w prasie, że podczas podroży z 20-stokilkuletnim aktorem Hubertem Brzozowskim została przez niego zamordowana w Monte Carlo, co ostatecznie okazało się mistyfikacją.
Grała również na deskach Warszawskich Teatrów Rządowych (1906−1908), w poznańskich teatrach (1910−1911) oraz znów we Lwowie (1911−1913). W 1913 roku przeniosła się na stałe do Krakowa i odtąd, aż do opuszczenia sceny w 1930 grała w Teatrze im. Juliusza Słowackiego. Największe artystyczne sukcesy odnosiła grając m.in.: Dianę w Fantazym, Laurę w Kordianie, Salomeę w Śnie srebrnym Salomei, Elżbietę w Don Carlosie, Ofelię w Hamlecie. Zasłużona członkini ZASPu.
Została pochowana na krakowskim cmentarzu Rakowickim (kwatera IX-płn-25).

## Filmografia
- 1927: Mogiła nieznanego żołnierza jako Matka Łazowskiego

## Odznaczenie
- Srebrny Wawrzyn Akademicki (5 listopada 1935)[3].